# Serhí Hontxar
Serhí Mikolàiovitx Hontxar (en ucraïnès Сергій Миколайович Гончар; Rivne, 3 de juliol de 1970) és un ciclista ucraïnès, ja retirat, que fou professional del 1996 al 2009.
Bon ciclista contrarellotgista, ha guanyat cinc etapes al Giro d'Itàlia, cursa que acabà en segona posició en l'edició del 2004. Al Tour de França guanyà dues etapes el 2006. El 2000 es proclamà Campió del món de contrarellotge, el 2003 fou Campió d'Ucraïna en ruta i el 1996, 1998, 2000, 2001 i 2002 guanyà el Campionat d'Ucraïna en contrarellotge.
Va prendre part en els Jocs Olímpics d'Estiu de 2000 i 2004. Als Jocs de Sydney fou novè en la contrarellotge individual.

## Palmarès
- 1993
  - 1r a la Volta a Eslovàquia
- 1996
  -  Campió d'Ucraïna en contrarellotge
  - 1r al Giro del Piave
  - 1r a la Polònia-Ucraïna
- 1997
  - Vencedor d'una etapa al Giro d'Itàlia
  - 1r a la Chrono des Herbiers
  - Vencedor d'una etapa a la Volta a Suïssa
- 1998
  -  Campió d'Ucraïna en contrarellotge
  - Vencedor d'una etapa al Giro d'Itàlia
  - 1r a la Chrono des Herbiers
  - Vencedor d'una etapa als Quatre dies de Dunkerque
  - Vencedor d'una etapa a la Volta als Països Baixos
- 1999
  - Vencedor d'una etapa al Giro d'Itàlia
  - 1r a la Chrono des Herbiers
  - 1r al Gran Premi de les Nacions
  - 1r a la Volta als Països Baixos i vencedor d'una etapa
  - 1r a la Coppa delle Nazioni-Memorial Fausto Coppi
- 2000
  -  Campió del món de contrarellotge
  -  Campió d'Ucraïna en contrarellotge
  - 1r a la Setmana Ciclista Lombarda i vencedor d'una etapa
  - 1r a la Coppa delle Nazioni-Memorial Fausto Coppi
- 2001
  -  Campió d'Ucraïna en contrarellotge
  - 1r a la Setmana Ciclista Lombarda i vencedor d'una etapa
  - Vencedor d'una etapa a la Volta als Països Baixos
- 2002
  -  Campió d'Ucraïna en contrarellotge
  - 1r a la Coppa delle Nazioni-Memorial Fausto Coppi
- 2003
  -  Campió d'Ucraïna en ruta
  - Vencedor d'una etapa al Giro d'Itàlia
- 2004
  - Vencedor d'una etapa al Giro d'Itàlia
- 2005
  - Vencedor d'una etapa al Giro del Trentino
- 2006
  - Vencedor de 2 etapes al Tour de França

### Resultats al Giro d'Itàlia
- 1997. 5è de la classificació general. Vencedor d'una etapa
- 1998. 10è de la classificació general. Vencedor d'una etapa
- 1999. 7è de la classificació general
- 2000. 9è de la classificació general. Vencedor d'una etapa
- 2001. 4t de la classificació general
- 2002. 23è de la classificació general
- 2003. 8è de la classificació general. Vencedor d'una etapa
- 2004. 2n de la classificació general. Vencedor d'una etapa
- 2005. 6è de la classificació general
- 2006. Abandona (17a etapa)

### Resultats al Tour de França
- 2002. 64è de la classificació general.
- 2005. No surt (5a etapa)
- 2006. 52è de la classificació general. Vencedor de 2 etapes

### Resultats a la Volta a Espanya
- 1997. 56è de la classificació general
- 1998. Abandona (19a etapa)
- 2000. 57è de la classificació general